# IOS 탈옥

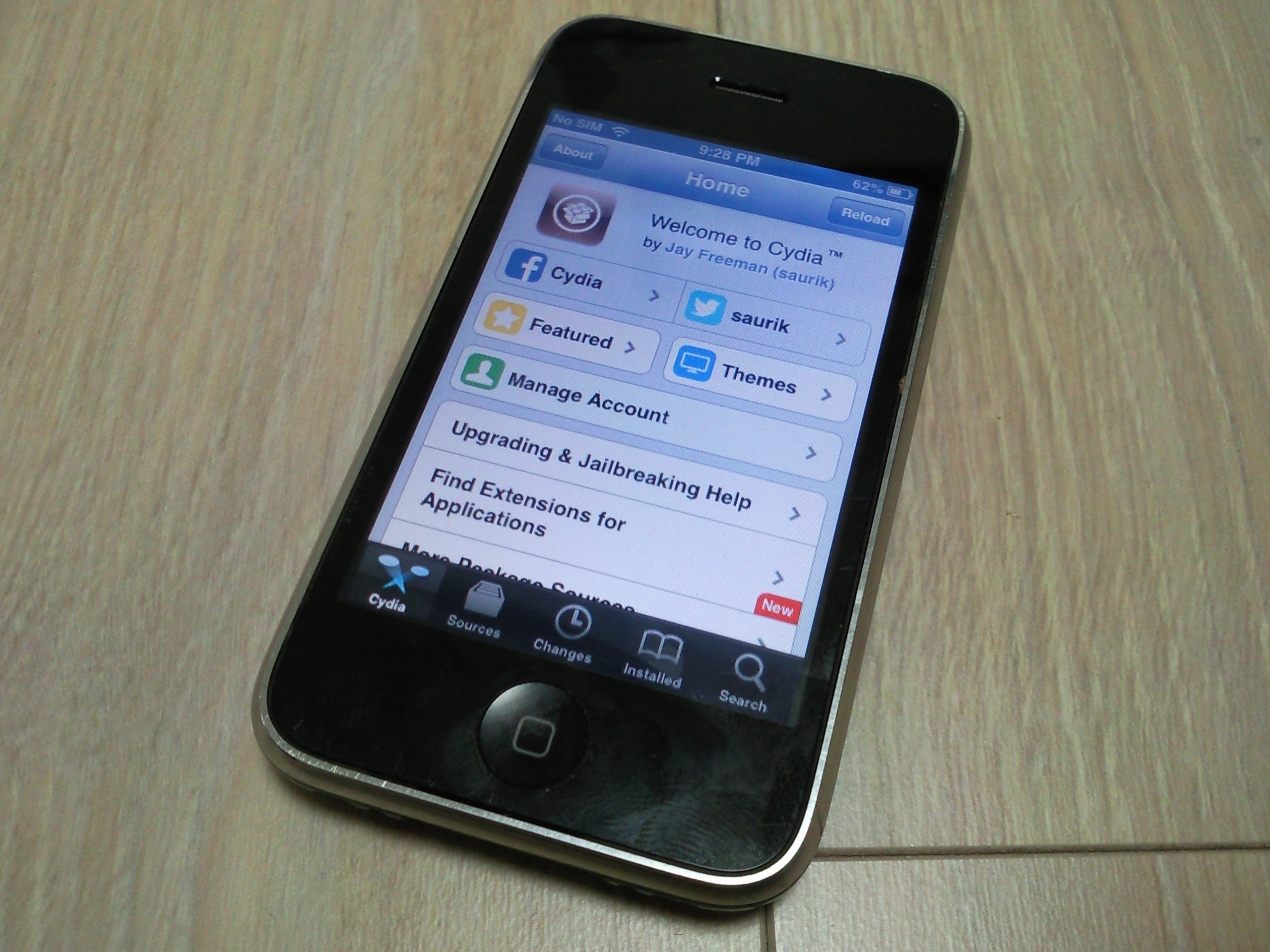
탈옥 iOS 기기를 위한 시디아

iOS 탈옥(영어: iOS jailbreak)은 iOS의 샌드박스 제한을 풀어 타 회사에서 사용하는 서명되지 않은 코드를 실행할 수 있게 하는 과정을 말한다. 시디아의 개발자인 제이 프리맨은 전체 아이폰 중 10%가 탈옥되었다고 주장한다.

## 탈옥을 하는 이유
탈옥을 하는 이유 중 하나는 애플과 앱 스토어가 막아 놓은 컨텐츠에 접근하기 위해서이다. 애플은 앱 스토어에 앱을 등록하기 전에, 먼저 앱이 정책에 부합하는지를 검열하는 절차를 가진다. 하지만, 애플의 검열 기준은 안전성과 보안 문제만에 관한 것은 아니며, 이 기준은 상당히 모호하고 독단적이라는 비판을 받는다.
검열에서 삭제된 앱들을 이용하기 위해서, 사용자들은 탈옥을 함으로써 앱스토어를 이용하지 않고 애플리케이션을 이용할 수 있다. 또한 탈옥을 함으로써 아예 애플에게 검열받지 않은 앱, 즉 사용자가 직접 제작한 앱이나 인터페이스를 사용할 수 있다.
시디아를 통해서 다운받는 애플리케이션들은 애플의 앱스토어 규정을 완전히 무시해도 되기 때문에, 시디아의 대부분의 애플리케이션들은 그 자체로 작동하는 것이 아니라, 앱스토어의 다른 앱들을 해킹하는 용도로 쓰인다. 유저들은 이러한 탈옥 앱을 설치함으로써 인터페이스를 개인화하거나,필요한 기능들을 추가하거나 고칠 수 있으며, 직접 파일에 엑세스함으로써 앱을 좀 더 손쉽게 수정할 수 있다. 중국 사람들은 애플의 기본 자판보다 쓰기 쉬운 중국어 자판을 설치하기 위해 탈옥을 하기도 한다.

## iOS 버전

### 8세대(iOS 8.0~8.4)
iOS 8 정식 출시 이후 기존 7의 탈옥을 지원했던 PanGu 팀이 8.0 이후의 탈옥을 개발한다고 공식 웨이보 계정에서 예고하였다. 이후 iOS8에서 잦은 버그가 발견되어 iOS 8.1 버전이 공개될 것이라고 예고되자 PanGu 팀은 8.1 정식 출시 이후 8.0 이상의 펌웨어를 설치하는 모든 기기의 탈옥을 지원하는 탈옥툴을 공개한다고 했다. 2014년 10월 22일, PanGu 팀은 Pangu8 1.0.1을 공개하였다. 하지만 Pangu8 1.0.1 버전에서는 Cydia가 설치되지 않으며, 영어를 지원하지 않는다. cydia의 경우 자동으로 설치되지 않지만 iOS8은 현재 지원하기 때문에 deb 파일을 이용하여 설치할 수 있었다. 이러한 이유로 10월 31일, Pangu팀은 버전 1.1을 공개하였고, Cydia 인스톨러 및 영어를 지원한다. 하지만 일부 iOS 버그를 고친 iOS 8.1.2 버전이 출시되었고, 이 버전에서는 Pangu를 이용한 탈옥이 막혔다. 하지만 또 다른 중국 해커 그룹인 TaiG Jailbreak Team에서 iOS 8.0 ~ 8.1.2까지 지원하는 TaiG 탈옥툴을 공개하였다. 그러나 TaiG Jailbreak Team에서 탈옥에 이용한 취약점 등이 보완된 iOS 8.1.3 이 공개되면서 오랜 기간 기기를 탈옥할 수 없었다. 이후 2015년 6월 23일, iOS 8.3 까지를 탈옥하는 TaiG의 탈옥툴이 공개되었고, 2015년 7월 1일, iOS 8.4 출시 두 시간여 만에 TaiG에서 iOS 8.4의 탈옥 툴이 공개되었다.아울러 Pangu 에서도 8.4까지 지원하는 탈옥툴을 공개하였다. 그러나 iOS 8.4.1 버전에서 탈옥을 할 수 있게 하는 취약점이 수정되면서 이 버전에서만 탈옥을 할 수 없는 상태가 되었다.

### 9세대(iOS 9.0~ )
iOS 9 탈옥툴은 7세대 탈옥과 초기 8세대 탈옥을 만든 Pangu팀이 2015년 10월 14일에 공개하였다. 기존 iOS 9, iOS 9.0.1, iOS 9.0.2를 설치할 수 있는 기기를 포함하여, 애플 9월 행사에서 공개한 아이폰 6S와 6S 플러스도 탈옥할 수 있었다. 그러나 10월 22일 애플이 Pangu팀이 이용한 2개의 취약점을 수정한 iOS 9.1을 공개하여 Pangu 탈옥을 사용할 수 없게 됐다. 2016년 3월 11일, Pangu9 1.3.0이 공개되어 iOS 9.1까지 탈옥을 지원하게 되었다. 그러나 iOS 9.1의 탈옥툴은 이미 당시 최신버전이 나온 뒤에 공개된 터라 기기를 탈옥하려던 사용자들의 대다수는 설치를 할 수 없었다. 2016년 7월 24일, Pangu팀은 64비트 기기에 설치된 iOS 9.2~iOS 9.3.3의 탈옥을 지원하는 프로그램을 공개할 것을 예고했고, 2016년 7월 28일 탈옥 프로그램이 공개되었다. 그러나 이 버전의 탈옥툴은 iOS 7 이후로 등장하지 않았던 '반탈옥' 상태를 만들어준다. 기존 반탈옥과는 다르게, '무한 사과'가 등장하지 않고 부팅이 되지만, 탈옥이 풀린상태가 되어 기기 내 설치된 앱을 통해서 다시 재탈옥을 해야한다. 8월 4일, 보안 업데이트를 다룬 iOS 9.3.4가 공개되면서 Pangu 탈옥은 또다시 막히게 되었다. 이번 9세대 탈옥은 탈옥툴을 공개하는데 상당기간 걸릴뿐더러 공개하는 즉시 막혀버리는 상황으로 인해 일반 사용자들을 위한 iOS 9의 탈옥툴은 앞선 iOS 탈옥에 비해 만들기가 어려웠음을 시사할 수 있다.

## 모델 탈옥 유무 / 탈옥 도구

### 탈옥 도구(소프트웨어)
| iOS 버전          | 탈옥 도구명                                                               | 제작                                              |
| iPhone OS         | iPhone OS                                                                 | iPhone OS                                         |
| ----------------- | ------------------------------------------------------------------------- | ------------------------------------------------- |
| iPhone OS 1.0     | (이름없음)                                                                | iPhone Dev Team niacin and dre                    |
| iPhone OS 2.0     | PwnageTool redsn0w                                                        | iPhone Dev Team iPhone Dev Team, Chronic Dev Team |
| iPhone OS 3.0     | PwnageTool purplera1n Spirit                                              | iPhone Dev Team George Hotz comex                 |
| iOS 4             |                                                                           |                                                   |
| iOS 4.1~4.3       | redsn0w 0.9.15 beta3                                                      | Chr0nic Dev Team, iPhone Dev Team                 |
| iOS 4.2.1         | greenpois0n RC6.1                                                         |                                                   |
| iOS 4.2.6~4.2.8   | JailbreakMe 3.0                                                           | comex                                             |
| iOS 4.3           | sn0wbreeze v2.3b4 Seas0npass (애플TV 2세대)                               |                                                   |
| iOS 5             |                                                                           |                                                   |
| iOS 5~5.0.x       | redsn0w 0.9.15 beta3                                                      | Chr0nic Dev Team, iPhone Dev Team                 |
| iOS 5.1~          | Absinthe v2.0.4 sn0wbreeze v2.9.5 (A5이상 제외) Seas0nPass (애플TV 2세대) | pod2g, Chronic Dev Team, iPhone Dev Team -        |
| iOS 6             |                                                                           |                                                   |
| iOS 6.0~6.1.2     | evasi0n redsn0w 0.9.15 beta3                                              | Evad3rs iPhone Dev Team                           |
| iOS 6.1.3~        | p0sixspwn redsn0w 0.9.15 beta3                                            | winocm, iH8sn0w, and SquiffyPwn iPhone Dev Team   |
| iOS 7             |                                                                           |                                                   |
| iOS 7.0~7.0.x     | evasi0n7                                                                  | Evad3rs                                           |
| iOS 7.1~7.1 beta3 | evasi0n7                                                                  | Evad3rs                                           |
| iOS 7.1~7.1.x     | Pangu                                                                     | Pangu Team                                        |
| iOS 8             |                                                                           |                                                   |
| iOS 8.0.x~8.1     | Pangu8                                                                    | Pangu Team                                        |
| iOS 8.1.1~8.4     | TaiG PPJailbreak                                                          | TaiG Jailbreak Team PPJailbreak                   |
| iOS 8.4.1         | 공개되지 않음                                                             | 공개되지 않음                                     |
| iOS 9             |                                                                           |                                                   |
| iOS 9.0~9.1       | Pangu9                                                                    | Pangu Team                                        |
| iOS 9.2~9.3.3     | Pangu9                                                                    | Pangu Team                                        |
| iOS 10            |                                                                           |                                                   |
| iOS 1.0~10.3.3    | Meridian                                                                  | Sparkey                                           |
| iOS 11            |                                                                           |                                                   |
| iOS 11.0~11.4.1   | unc0ver                                                                   | pwn2ownd                                          |
| iOS 11.0~11.4.1   | Electra                                                                   | Electra Team                                      |

### 모델별 탈옥
| 모델                                           | 모델 출시일                                        | 최초 탈옥 도구 출시일         | 탈옥가능한 최신 iOS 버전 | 설치가능한 최신 iOS 버전 | 완전탈옥 유무 |
| iPhone OS 1.0                                  | iPhone OS 1.0                                      | iPhone OS 1.0                 | iPhone OS 1.0            | iPhone OS 1.0            | iPhone OS 1.0 |
| ---------------------------------------------- | -------------------------------------------------- | ----------------------------- | ------------------------ | ------------------------ | ------------- |
| 아이폰 (단종)                                  | 2007년 6월 29일                                    | 2007년 7월 10일               | 3.1.3                    | 3.1.3                    | 예            |
| 아이팟 터치 1세대 (단종)                       | 2007년 9월 5일                                     | 2007년 10월 10일              | 3.1.3                    | 3.1.3                    | 예            |
| iPhone OS 2.0                                  |                                                    |                               |                          |                          |               |
| 아이폰 3G (MB모델, 단종)                       | 2008년 7월 11일                                    | 2008년 7월 20일               | 4.2.1                    | 4.2.1                    | 예            |
| 아이팟 터치 2세대 (MB모델, 단종)               | 2008년 9월 9일                                     | 2009년 3월 11일               | 4.2.1                    | 4.2.1                    | 예            |
| iPhone OS 3.0                                  |                                                    |                               |                          |                          |               |
| 아이폰 3Gs (단종)구 부트롬 iBoot-359.3         | 2009년 6월 19일                                    | 2009년 7월 3일                | 6.1.3                    | 6.1.6                    | 예            |
| 아이팟 터치 2세대 MC 모델(단종)                | 2009년 9월 9일                                     | 2009년 10월 25일              | 4.2.1                    | 4.2.1                    | 예            |
| 아이패드 (단종)                                | Wi-Fi 모델 2010년 4월 3일 3G 모델 2010년 4월 30일  | 2010년 5월 2일                | 5.1.1                    | 5.1.1                    | 예            |
| iOS 4.0                                        |                                                    |                               |                          |                          |               |
| 아이폰 4 (단종)                                | GSM 모델 2010년 6월 24일 CDMA 모델 2011년 2월 10일 | 2010년 8월 1일 2011년 2월 7일 | 7.1.2                    | 7.1.2                    | 예            |
| 아이팟 터치 4세대 (단종)                       | 2010-09-08}                                        | 2010-10-09}                   | 6.1.6                    | 6.1.6                    | 예            |
| 애플 TV 2세대 (단종)                           | 2010년 10월 9일                                    | 2010년 10월 9일               | 6.1.3                    | 7.1.2                    | 예            |
| 아이패드 2 2세대 (단종)                        | 2011년 4월 30일                                    | 2011년 7월 5일                | 9.1                      | 9.3.6                    | 아니요        |
| iOS 5.0                                        |                                                    |                               |                          |                          |               |
| 아이폰 4S                                      | 2011년 10월 14일                                   | 2012년 1월 20일               | 9.1                      | 9.3.6                    | 아니요        |
| 애플 TV 3세대 (단종)                           | 2012년 3월 7일                                     | -                             | -                        | -                        | 아니요        |
| 아이패드 3세대 (뉴아이패드, 단종)              | 2012년 3월 16일                                    | 2012년 5월 25일               | 9.1                      | 9.3.6                    | 아니요        |
| iOS 6.0                                        |                                                    |                               |                          |                          |               |
| 아이폰 5 (단종)                                | 2012년 9월 21일                                    | 2013년 2월 4일                | 9.1                      | 10.3.4                   | 아니요        |
| 아이패드 4세대 (아이패드 레티나 디스플레이)    | 2012년 11월 2일                                    | 2013년 2월 4일                | 9.1                      | 10.3.4                   | 아니요        |
| 아이패드 미니 1세대 (단종)                     | 2012년 11월 2일                                    | 2013년 2월 4일                | 9.3.5                    | 9.3.6                    | 아니요        |
| iOS 7.0                                        |                                                    |                               |                          |                          |               |
| 아이폰 5S                                      | 2013년 9월 20일                                    | 2013년 12월 23일              | 11.3.1                   | 12.5                     | 아니요        |
| 아이폰 5C                                      | 2013년 9월 20일                                    | 2013년 12월 23일              | 9.3.3                    | 10.3.3                   | 아니요        |
| 아이패드 5세대 (아이패드 에어, 단종)           | 2013년 10월 23일                                   | 2013년 12월 23일              | 12.4                     | 12.5.1                   | 아니요        |
| 아이패드 미니 2세대                            | 2013년 10월 23일                                   | 2013년 12월 23일              | 10.2                     | 12.5                     | 아니요        |
| iOS 8.0                                        |                                                    |                               |                          |                          |               |
| 아이폰 6                                       | 2014년 9월 10일                                    | 2014년 10월 22일              | 11.3.1                   | 12.5                     | 아니요        |
| 아이폰 6 플러스                                | 2014년 9월 10일                                    | 2014년 10월 22일              | 11.3.1                   | 12.5                     | 아니요        |
| 아이패드 미니 3세대 (아이패드 미니 3세대 단종) | 2014년 10월 17일                                   | 2014년 10월 22일              | 10.2                     | 10.2.1                   | 아니요        |
| 아이패드 6세대 아이패드 에어2                  | 2014년 10월 17일                                   | 2014년 10월 22일              | 9.3.3                    | 14.3                     | 아니요        |
| 아이팟 터치 6세대                              | 2015년 7월 15일                                    | 2015년 7월 16일               | 10.2                     | 12.5                     | 아니요        |
| iOS 9.0                                        |                                                    |                               |                          |                          |               |
| 아이폰 6S                                      | 2015년 9월 25일                                    | 2015년 10월 14일              | 11.3.1                   | 14.3                     | 아니요        |
| 아이폰 6S 플러스                               | 2015년 9월 25일                                    | 2015년 10월 14일              | 11.3.1                   | 14.3                     | 아니요        |
| 아이패드 미니 4세대                            | 2015년 9월 25일                                    | 2015년 10월 14일              | 10.2                     | 14.3                     | 아니요        |
| 애플 TV 4세대                                  | 2015년 10월 30일                                   | -                             | -                        | 14.3                     | 아니요        |
| 아이패드 프로                                  | 2015년 11월 11일                                   | -                             | 10.2                     | 14.3                     | 아니요        |
| iOS 10.0                                       |                                                    |                               |                          |                          |               |
| 아이폰 7                                       | 2016년 9월 16일                                    | -                             | 11.3.1                   | 14.3                     | 아니요        |
| 아이폰 7+                                      | 2016년 9월 16일                                    | -                             | 11.3.1                   | 14.3                     | 아니요        |

### 노트
1. ↑  본 소포트웨어는 Cydia에서 받는 패키지로 Redsn0w 등을 이용한 반탈옥 후 본 소포트웨어를 설치하면 완전탈옥 전환이 가능하다.
2. ↑  완전탈옥이 아닌 반탈옥 소포트웨어이다. 기존 반탈옥과 다르게 재부팅시 무한 사과 로고가 나타나지 않고 부팅이 되지만 탈옥이 풀린 상태가 된다. 64비트 프로세서 기기 한정으로 설치할 수 있다.
3. ↑  완전탈옥이 아닌 반탈옥 소포트웨어이다. 기존 반탈옥과 다르게 재부팅시 무한 사과 로고가 나타나지 않고 부팅이 되지만 탈옥이 풀린 상태가 된다. KPPLess방식으로, 64비트와 32비트 프로세서 기기에 모두 설치할 수 있다.
4. ↑  11.4와 11.4.1은 A9 이상의 기기에서만 지원한다.
5. ↑  완전탈옥이 아닌 반탈옥 소포트웨어이다. 기존 반탈옥과 다르게 재부팅시 무한 사과 로고가 나타나지 않고 부팅이 되지만 탈옥이 풀린 상태가 된다. 11.0 - 11.1.2에서는 Electra와 동일한 취약점을 쓰고, 11.2 - 11.3.1에서는 Ian Beer의 empty_list(VFS와 동일.)과 multi_path를 쓰고, 11.4 - 11.4.1에서는 Brandon Azad의 voucher_swap을 사용한다.
6. ↑  완전탈옥이 아닌 반탈옥 소포트웨어이다. 기존 반탈옥과 다르게 재부팅시 무한 사과 로고가 나타나지 않고 부팅이 되지만 탈옥이 풀린 상태가 된다. 새로 공개된 Brandon Azad의 voucher_swap과(A9-A11 Bionic 기기 한정) tihmstar의 threadm1ll(A7-A9까지 가능하지만 여기서는 A7-A8 기기 한정)을 사용한다. 11.1-11.1.2까지는 async_wake를 여전히 사용한다

## 문제점
탈옥 후에는 iOS 기기의 보안이 탈옥 전 상태보다 훨씬 취약해지며, 일부 애플리케이션은 리소스를 낭비하는 서비스를 꾸준히 필요로 할 수 있고, 코드 최적화가 덜 된 애플리케이션도 있으므로, iOS 시스템 자체가 불안정해질 수 있다.
미국 법을 기준으로 탈옥 자체는 불법이 아니다.

## 같이 보기
- 시디아
- 안드로이드 루팅